# 青埔機廠
25°01′31.1″N 121°13′14.8″E / 25.025306°N 121.220778°E
青埔機廠是桃園捷運機場線的一座五級駐車維修機廠，亦提供桃園捷運機場線列車調度維修服務。位於桃園市大園區領航北路四段、高鐵桃園站特定區東北側。土地使用類型包含都市計畫土地及非都市土地，設置的主要用途為提供機場線列車調度及維修服務等等，總面積約19公頃。

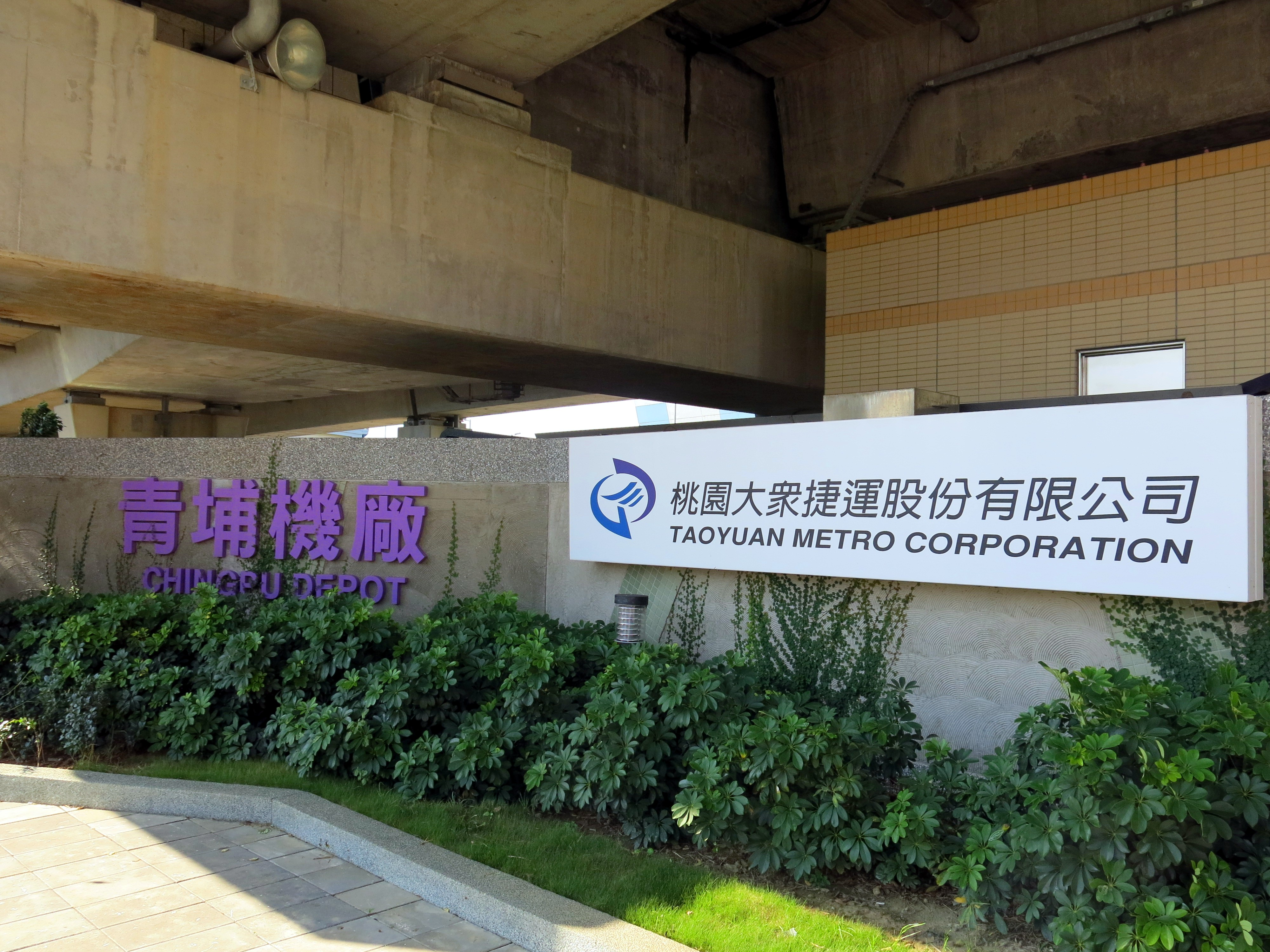
青埔機廠大門

## 簡介
青埔機廠為5級維修廠，廠內設置駐車廠、維修工廠、電聯車清洗廠、污水處理廠及桃園捷運行控中心，機廠內包含A17領航站與桃園捷運公司總部及桃園市桃捷非營利幼兒園等等。

## 車輛配置
- 普通車：4輛編組×24列共96輛，其中20列已投入營運，4列未交車（編組號碼：101－124）
  - 主要用於機場線普通車。

## 外部連結
- 高速鐵路工程局捷運工程處機場捷運計畫概述